# Dark Matters (album The Stranglers)
Dark Matters – osiemnasty studyjny album zespołu The Stranglers. Album został wydany 10 września 2021 roku. Producentem płyty był Louie Nicastro. Album zajął 4. miejsce na brytyjskiej liście sprzedaży UK Albums Chart.

## Utwory
1. „Water” – 4:49
2. „This Song” – 3:22
3. „And If You Should See Dave...” – 3:37
4. „If Something’s Gonna Kill Me (It Might as Well Be Love)” – 4:58
5. „No Mans Land” – 2:28
6. „The Lines” – 1:39
7. „Payday” – 3:06
8. „Down” – 3:04
9. „The Last Men on the Moon” – 5:37
10. „White Stallion” – 4:47
11. „Breathe” – 5:51

## Muzycy
- Jean-Jacques Burnel – gitara basowa, śpiew
- Baz Warne – gitara, śpiew
- Dave Greenfield – instrumenty klawiszowe, śpiew
- Jim Macaulay – perkusja, instrumenty perkusyjne, śpiew